# Cyligramma fluctuosa
Cyligramma fluctuosa es una especie de polilla del género Cyligramma, familia Noctuidae, orden Lepidoptera. Fue descrita por Dru Drury en 1773.

## Distribución
Se distribuye por Camerún, Comoras, República Centroafricana, República Democrática del Congo, Guinea Ecuatorial, Etiopía, Gabón, Gambia, Guinea, Guinea-Bisáu, Costa de Marfil, Kenia, Reunión, Madagascar, Malaui, Mali, Mauritania, Mauricio, Nambia, Ruanda, Sierra Leona, Somalia, Sudáfrica, Tanzania, Uganda, Zambia y Zimbabue.